# Parpaner Rothorn
Parpaner Rothorn är en bergstopp i Schweiz.   Den ligger i regionen Albula och kantonen Graubünden, i den östra delen av landet, 170 km öster om huvudstaden Bern. Toppen på Parpaner Rothorn är 2 899 meter över havet, eller 100 meter över den omgivande terrängen. Bredden vid basen är 0,72 km.
Terrängen runt Parpaner Rothorn är bergig åt sydväst, men åt nordost är den kuperad. Närmaste större samhälle är Chur, 13,0 km norr om Parpaner Rothorn. 
I omgivningarna runt Parpaner Rothorn växer i huvudsak barrskog. Runt Parpaner Rothorn är det glesbefolkat, med 14 invånare per kvadratkilometer.